# 齊椎蜥屬
齊椎蜥屬（學名：Spinoaequalis）是種史前雙孔類爬行動物，生存於石炭紀晚期，化石發現於美國堪薩斯州。齊椎蜥與油頁岩蜥都是最早的雙孔類爬行動物之一，生存年代略晚於林蜥；林蜥是已知最早的爬行動物。
齊椎蜥的屬名意為「對稱的脊椎」，意指牠們的尾巴窄而左右扁平。齊椎蜥的身長約30公分，被認為可能是水生爬行動物，可能是最早的水生爬行動物之一，但並非完全水生。齊椎蜥的化石附近，發現一個保存狀態良好的海生魚類化石，顯示牠們可能進入鹹水區域獵食。在1995年，多倫多大學的Michael deBraga博士將化石敘述、命名為齊椎蜥。